# Спомен-плоче палима у НОБ-у у Кусатку
Спомен-плоче палима у НОБ-у у Кусатку постављене су после завршетка рата, у част палим борцима у Народноослободилачкој борби. Обе су на згради Дома културе. Највећи број Кусачана страдао је у завршним операцијама за ослобођење земље. Њихови гробови посејани су у равном Срему, Славонији и Босни. Савез бораца евидентирао је све жртве, па и страдале у логорима и оне који су, после рањавања на Сремском фронту, убрзо умрли код својих кућа, као и нестале у ратном вихору какав је случај са Милорадом Аџићем. Од последица рањавања код куће умрли су: Миодраг Гајић, Драгољуб Живковић, Чедомир Карашићевић, Јован Маркићевић, Обрен Марковић, Божидар Миленковић, Јаков Николић, Владимир Петровић, Бранислав Радишић, Предраг Савић и Видосав Станичић. Повредама су подлегли у болницама Радојица Марковић (у Младеновцу) и Живко Нешић (у Загребу). У заробљеништву се угасио живот Миодрага Јеленића, Марка Гајића, Чедомира Банковића, Живојина Лукића, Радомира Милојевића, Радослава Пантића и Радомира Степановића.

## Спомен-плоча страдалима у периоду 1991—1999.
Спомен-плочу на Дому културе имају и Кусачани који су, како на њој пише, дали живот за свој народ. У оружаним сукобима у периоду 1991—1999. године живот су изгубили поручник полиције Небојша Нешић (1970—1999) и Миодраг Бели Гајић (1964—1991).
На откривању спомен-плоче, у присуству родбине погинулих, говорили су Миодраг Мода Лазић, председник Општинског одбора СУБНОР-а, и Славољуб Ђурић, председник Скупштине општине Смедеревска Паланка. Спомен-плочу је бесплатно урадио Радослав Радојковић.